# Arquimandrita

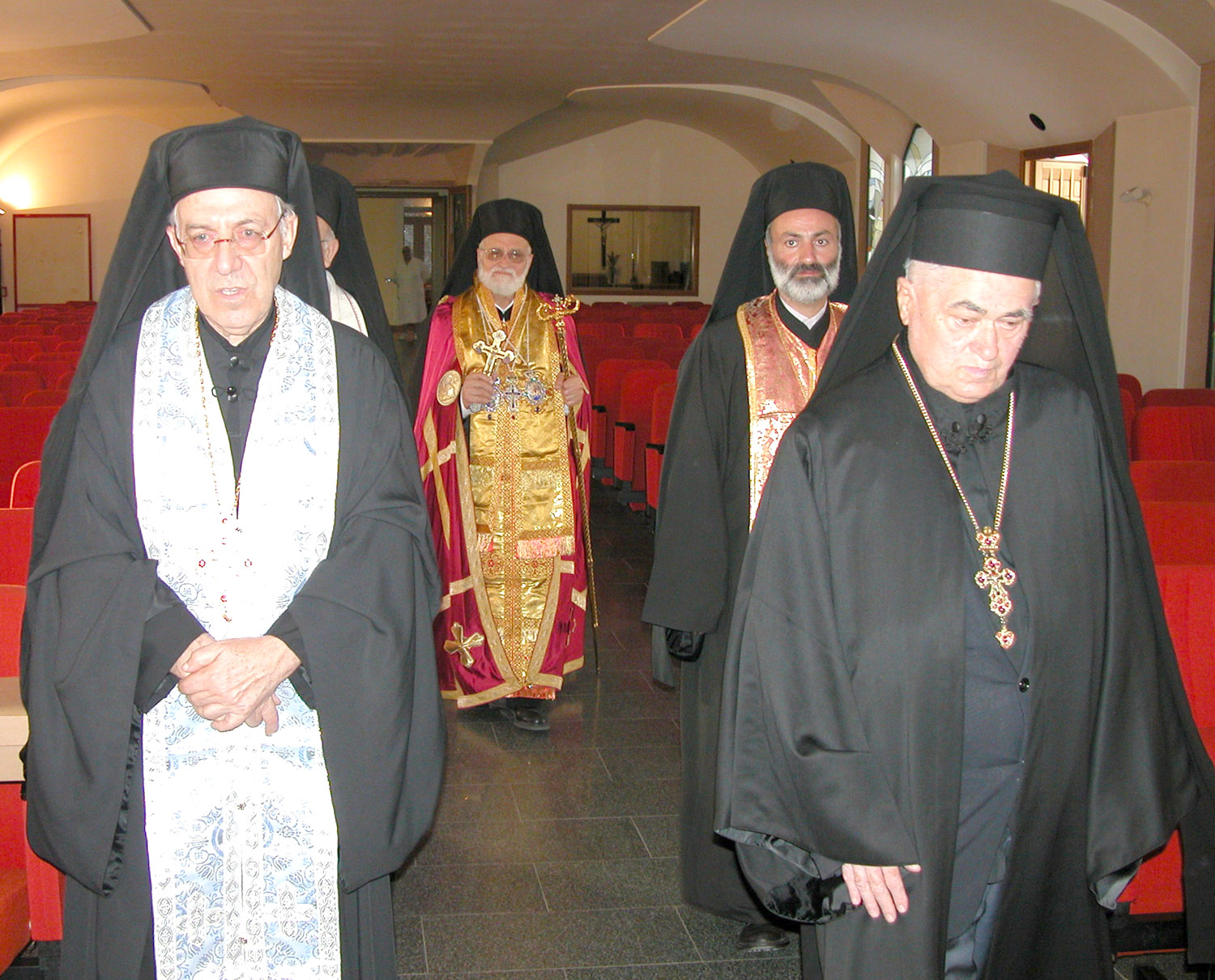
O Patriarca Melquita-Católico Gregório III (centro da foto) com alguns arquimandritas visitando o Santuário de Caravaggio, Itália em 11 de setembro 2008.

Arquimandrita (grego: ἀρχιμανδρίτης - archimandrìtis) é um título dado pelas Igrejas orientais, sejam elas ortodoxas ou católicas, aos hegúmenos, ou aos sacerdotes celibatários que sejam dignos de honra pelos seus serviços prestados (os sacerdotes casados podem receber o título de arcipreste). O equivalente latino, em relação quando é dado para tais presbíteros celibatários, poderia ser o título de monsenhor.
Etimologicamente, significa Superior do Mosteiro (de ἀρχη (arkhè), "maior", ou "archon", "governante", e μάνδρα (mándra), "clausura" ou "redil", denotando "mosteiro")..
A dignidade eclesiástica de arquimandrita é dada com o rito da quirotesia (equivalente no Ocidente à bênção abacial) diretamente do Patriarca, pelas suas mãos (ou de um seu delegado).

## Origem
Na sua origem, referia-se ao abade superior que um bispo apontava para supervisionar outros abades ou mosteiros, ou a um abade de um mosteiro notório. Por isso, hoje este título é apenas dado aos presbíteros "monásticos", ou seja, celibatários.

## Igrejas Católicas Orientais
Nas Igrejas orientais católicas, o arquimandrita usa o mesmo chapéu dos bispos (epanokalimáfion) e usa uma cruz peitoral (stavrophoros - "portador da cruz").

## Curiosidades
Na Divina Comédia, Dante Alighieri chama de Arquimandrita São Francisco de Assis.